# Manuel Andrés Orrego
Manuel Andrés Orrego Fajardo (San Felipe, 2 de enero de 1809 - Alta mar, 23 de junio de 1883) fue un empresario y político chileno.
Hijo de Manuel Antonio Orrego Carvajal y María del Carmen Fajardo. Casado en 1850 con Rosario Carvallo. 
Fue padre de la escritora Rosario Orrego Carvallo.
Miembro del Partido Conservador, fue Regidor de Chillán. Electo diputado propietario por Chillán (IV de los propietarios electos por Chillán), período 1855-1858, pero no llegó a la Cámara en este período. 
Fue electo diputado propietario por Valparaíso, período 1861-1864, pero no se incorporó al cargo; y lo hizo Nicolás Hurtado, electo como suplente, quien se incorporó el 18 de junio de 1861.
Falleció en alta mar en 1883.